# Bail Out for Fun!
Bail Out for Fun! es el tercer y último álbum de estudio del grupo estadounidense Maxayn. Fue publicado el 1 de febrero de 1974 a través de Capricorn Records.

## Recepción de la crítica
Un escritor no especificado de la revista Cash Box escribió: “Destacado por «Bail Out», que recuerda mucho a Sly and the Family Stone en su mejor momento, este paquete demuestra que Maxayn Lewis es sin duda una de las mejores cantantes de soul femeninas que existen”.

## Lista de canciones
| Lado uno |                            |                                    |          |  |
| N.º      | Título                     | Escritor(es)                       | Duración |  |
| 1.       | «Bail Out»                 | D. J. Rogers                       | 4:15     |  |
| 2.       | «Life Is What You Make It» | Buddy Miles                        | 4:13     |  |
| 3.       | «Cried My Last Tear»       | Randy Richards                     | 4:40     |  |
| 4.       | «Moonfunk»                 | André Lewis Maxayn Lewis Hank Redd | 4:35     |  |

| Lado dos |                               |                                      |          |  |
| N.º      | Título                        | Escritor(es)                         | Duración |  |
| 1.       | «Fun»                         | Ricky Holley                         | 3:10     |  |
| 2.       | «You Don't Have to Be Lonely» | Marlo Henderson A. Lewis Carl Rogell | 3:50     |  |
| 3.       | «Trying for Days»             | M. Lewis A. Lewis                    | 6:45     |  |
| 4.       | «Everything Begins with You»  | A. Lewis M. Lewis                    | 3:40     |  |

## Créditos y personal
Créditos adaptados desde las notas de álbum de Bail Out for Fun!
| Lado uno 1. «Bail Out» - Maxayn Lewis – piano eléctrico, voz principal y coros - Andre Lewis – clavinet, órgano, sintetizador Moog, bajo eléctrico, batería - Hank Redd – guitarra, coros - Emilio Thomas – percusión 2. «Life Is What You Make It» - Maxayn Lewis – piano eléctrico, voz principal y coros - Andre Lewis – clavinet, órgano, sintetizador Moog, bajo eléctrico, coros - Hank Redd – guitarra, coros - Emilio Thomas – percusión 3. «Cried My Last Tear» - Maxayn Lewis – piano, voz principal y coros - Andre Lewis – sintetizador Moog, bajo eléctrico - Hank Redd – guitarra, órgano, coros - Emilio Thomas – percusión 4. «Moonfunk» - Maxayn Lewis – coros - Andre Lewis – clavinet, órgano, sintetizador Moog, bajo eléctrico - Hank Redd – guitarra, saxofón - Emilio Thomas – percusión | Lado dos 1. «Fun» - Maxayn Lewis – piano eléctrico, voz principal y coros - Andre Lewis – clavinet, órgano, sintetizador Moog, bajo eléctrico, coros - Hank Redd – guitarra, coros - Emilio Thomas – percusión 2. «You Don't Have to Be Lonely» - Maxayn Lewis – piano eléctrico, voz principal y coros - Andre Lewis – clavinet, órgano, sintetizador Moog, bajo eléctrico - Hank Redd – guitarra, coros - Emilio Thomas – percusión 3. «Trying for Days» - Maxayn Lewis – piano eléctrico, voz principal y coros - Andre Lewis – clavinet, órgano, sintetizador Moog, bajo eléctrico - Hank Redd – guitarra, coros - Emilio Thomas – percusión 4. «Everything Begins with You» - Maxayn Lewis – voz principal - Andre Lewis – clavinet, sintetizador Moog, bajo eléctrico, batería, voz principal - Hank Redd – guitarra - Emilio Thomas – percusión |

Personal técnico
- Andre Lewis – productor, arreglos
- Maxayn Lewis – productora, arreglos
- Mario Medious – productor ejecutivo
- Jack Adams – supervisor de remezclas
- Rick Matos – ingeniero de audio
- Hank Redd – arreglos, productor asistente
- Emilio Thomas – productor asistente
- Carolyn Baker – coordinadora de producción
- Diane Metcalf – coordinadora de producción
- Ginny Winn – fotografía de portada
- Sidney Smith – fotografía de contraportada